# 鄢陵之战
鄢陵之战发生于春秋中叶，为晋、楚争霸中原而进行的一次战役。公元前575年春，楚诱使郑国叛晋。同年五月，晋厉公伐郑，楚共王救之，两军相遇于鄢陵（今河南鄢陵西北）。

## 过程
楚军采用以往的策略，在黎明时突然逼近晋军营垒。晋军填井平灶，疏散行道，列队应战。由楚逃晋的苗贲皇献计晋厉公。他认为楚中军兵力强大，左、右军兵力薄弱，应首先改变晋军中、下军严整的军容，诱使楚左、右军进攻中军，这时，晋中军先分兵进击楚左、右军，俟其陷入包围时，再由上、下军配合中军聚而歼之，然后集中上、中、下军与新军共击楚精锐的中军王卒。晋厉公听从了苗贲皇的计谋。楚共王见晋军兵力薄弱，遂率中军进攻，遭到抗击。共王伤目，中军后退，晋军乘势猛攻楚左、右军。激战自晨至暮，楚军伤亡惨重，只得暂时收兵，在夜间补充士兵，准备鸡鸣再战。后因主帅子反醉酒，不能商议军机，楚军被迫夜遁。子反因贻误军机自杀。

## 後續發展
此战楚国虽然失利，但是仍有一定的实力。鄢陵之战后仅仅半年，夹在晋楚间的郑国就表示仍尊楚国为老大，仍以楚国为靠山还起兵侵占晋国的河南之地，楚国为防止晋国报复郑国而派公子成、公子寅率兵戍郑。晋于是联合周、齐、鲁、宋、卫、邾、曹等国谋伐郑国，楚令尹子重力主救郑与晋等八国联军开战，联军望见楚军后逃窜。
晋国也为诸卿争权所累，霸业也是外强中干。于是不得不与楚国在公元前546年弭兵。